# Jesse Rath
Jesse Rath (Montreal, 11 de fevereiro de 1989) é um ator Canadense.

## Carreira
Rath nasceu em Montreal. Sua mãe é descendente de índios goeses e seu pai é de origem judaica britânica e austríaca. Sua irmã mais velha é a atriz Meaghan Rath.
O primeiro papel de Rath foi em 2005, como um corredor em um filme esportivo, The Greatest Game Ever Played e, mais tarde, ele se juntou a um filme de baixo orçamento, Prom Wars: O amor é um campo de batalha seguido por The Trotsky. Ele conseguiu sua maior chance na televisão em 2009 depois de ser escalado para a minissérie, Assassin's Creed: Lineage, fazendo o papel de um dos filhos do personagem principal. No mesmo ano, ele foi escalado em um papel recorrente no show da Disney XD, Aaron Stone. Ele foi então escalado como um dos principais protagonistas do seriado aclamado pela crítica CBC, 18 to Life.
Em 2018 entra para o elenco da 4 temporada de Supergirl.

## Filmografia

### Filmes
| Ano  | Título                           | Personagem                | Notas |
| ---- | -------------------------------- | ------------------------- | ----- |
| 2005 | The Greatest Game Ever Played    | Corredor                  |       |
| 2008 | Prom Wars: Love Is a Battlefield | Francis                   |       |
| 2009 | Dead Like Me: Life After Death   | Adolescente               |       |
| 2009 | The Trotsky                      | Dwight                    |       |
| 2009 | Assassin's Creed: Lineage        | Federico Auditore         |       |
| 2011 | The Howling: Reborn              | Sachin                    |       |
| 2012 | The Good Lie                     | Jesse                     |       |
| 2013 | His Turn                         | Dicko                     |       |
| 2019 | Jay and Silent Bob Reboot        | French Canadian Blunt-Fan |       |

### Televisão
| Ano       | Título                    | Personagem     | Notas                              |
| --------- | ------------------------- | -------------- | ---------------------------------- |
| 2010      | Aaron Stone               | Ram            | 16 episódios                       |
| 2011      | 18 to Life                | Carter Boyd    | 25 episódios                       |
| 2012      | Mudpit                    | Liam/Lamb      | 16 episódios                       |
| 2012      | My Babysitter's a Vampire | Hottie Hotep   | Episódio: Hottie Ho-Tep            |
| 2013-2014 | Being Human               | Robbie Malik   | 4 episódios                        |
| 2013–2015 | Defiance                  | Alak Tarr      | 24 episódios                       |
| 2016      | Code Black                | James          | Episódio: Hail Mary                |
| 2016-2017 | No Tomorrow               | Timothy Finger | 13 episódios                       |
| 2018      | Supergirl                 | Brainiac 5     | Elenco principal 4° á 6° temporada |
| 2018      | Gone                      | Agent Riggs    | Episódio: "Exigent Circumstances"  |